# Warve

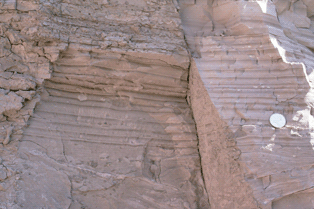
Pleistocene warven bij Scarboro Cliffs, Toronto, Ontario, Canada. De dikste warven op de foto zijn meer dan een centimeter dik.

Met warve wordt in de geologie een herkenbaar sedimentlaagje bedoeld dat is gevormd in de loop van één jaar. Door veranderende omstandigheden in de loop van het jaar verandert het aangevoerde sediment in de loop van het jaar in een zich cyclisch herhalend patroon, waardoor voor elk jaar een herkenbaar laagje gevormd wordt. De geochronologie maakt hiervan gebruik door de warven te tellen en te beoordelen. Zo is van een sediment of sedimentair gesteente exact te bepalen hoelang de vorming ervan duurde, op dezelfde manier als bij groeiringen van bomen. De laagjes kunnen verschillen in dikte, samenstelling of andere eigenschappen. Variaties over een langere periode kunnen iets zeggen over klimaatveranderingen in het verleden, vergelijkbaar met bomen die in groeizame perioden dikkere en zachtere groeiringen hebben dan bijvoorbeeld in de Kleine IJstijd.
Hoewel warven ook in veel oudere sedimenten voorkomen, heeft het tellen ervan vooral nut bij het reconstrueren van het klimaat van de afgelopen 20.000 jaar, omdat ze dan geijkt kunnen worden aan patronen die al bekend zijn.

## Ontstaan
Er zijn verschillende manieren waarop warven kunnen ontstaan:
- Klastische warven worden afgezet in meertjes of zeeën waar een duidelijke aanvoer van sediment is. Dit geldt vooral voor periglaciale milieus en hooggebergten. Doordat er in voorjaar en zomer veel ijs en sneeuw smelt, is er een grote toevoer van smeltwater en in de sterke stroming bezinkt dan vooral vrij groot materiaal (zand). In de winter is er nauwelijks toevoer van water en weinig stroming, zodat fijn materiaal (klei) naar de bodem zinkt. Er komt zo een duidelijke afwisseling in het sediment tussen lichtgekleurde grofkorrelige zandlagen en donkere fijnkorrelige kleilagen. Samen representeren een donker en een licht laagje dan één jaar.
- Evaporitische warven ontstaan in stilstaand water in semiaride gebieden. 's Zomers verdampt door opwarming een gedeelte van het water, waardoor het oplosbaarheidsproduct van in het water opgeloste mineralen (bijvoorbeeld carbonaten, sulfaten of steenzout) wordt overschreden en deze mineralen neer slaan. Omdat in de winter netto geen verdamping plaatsvindt zal er dan klei of ander sediment worden afgezet, waardoor afwisselend laagjes zout en klei voorkomen. Evaporitische warven worden bijvoorbeeld gevonden aan de oevers van de Dode Zee.
- Biogeochemische warven kunnen ontstaan in meren op hogere breedtegraden. Door het jaarlijks afkoelen en opwarmen van het water ontstaan seizoensgebonden circulatiestromen in het meer. Tijdens de winter zal het oppervlaktewater snel afkoelen, terwijl het dieptewater warmer blijft. In het vroege voorjaar zal het warme dieptewater naar boven stromen om zich met het oppervlaktewater te mengen. Dit veroorzaakt vaak een bloeiperiode van kiezelalgen. Als deze kiezelalgen afsterven zinken ze naar de bodem, waar ze een laagje organisch materiaal vormen. In de winter zal hieroverheen een laagje klei afgezet worden. De afwisseling is in dit geval dus tussen laagjes organisch materiaal en laagjes klei. Voorbeelden van meren met warven zijn de maaren in de Eifel.

## Naamgeving
Het woord warve komt van het Zweedse woord varv, dat cyclus, gelaagd of omwenteling kan betekenen. De term werd voor het eerst gebruikt als hvarfig lera (gevarvde klei) op de eerste geologische kaart van de Zweedse Geologische Dienst in 1862. Oorspronkelijk werd het woord alleen gebruikt voor de componenten van jaarlijkse sedimentlaagjes in gletsjermeertjes, maar in 1910 stelde de Zweedse geoloog Gerard de Geer een nieuwe definitie voor, waarin warve het complete laagje ging betekenen en het afzettingsmilieu er niet meer toe deed.

## Geschiedenis van onderzoek naar warven
Hoewel de term warve aan het eind van de 19e eeuw werd geïntroduceerd, was het concept van jaarcycli in sedimenten al langer bekend. Rond 1845 bedacht Edward Hitchcock dat fijne gelaagdheid in Noord-Amerikaanse sedimenten het gevolg kon zijn van seizoenen en in 1884 stelde Warren Upham dat afwisselend lichte en donkere laagjes de afzetting van één jaar kunnen zijn. Gerard de Geer was echter de eerste die serieus aandacht besteedde aan warven. Hij stelde aan het eind van de 19e eeuw in Stockholm de eerste tijdschaal op aan de hand van warven. Daarna begon hij de warven van verschillende ontsluitingen langs de Zweedse kust met elkaar te correleren, waardoor de tijdschaal preciezer en groter werd. Helaas maakten De Geer en zijn collega's daarna de fout de Zweedse warven te correleren met warven op andere continenten, wat de geloofwaardigheid van hun onderzoek niet ten goede kwam. De betreffende warven waren gevormd onder glaciolacustriene en glaciomariene omstandigheden aan het einde van de laatste ijstijd, toen de gletsjers zich naar het noorden toe terugtrokken.
In 1924 werd een speciaal laboratorium ingericht voor onderzoek naar warven. De Geer en zijn collega's en studenten stelden aan de hand van warven tijdschalen op voor verschillende continenten. In 1940 publiceerde De Geer een geochronologie voor het Holoceen van Zweden. Tegenwoordig is die tijdschaal sterk uitgebreid en verfijnd: hij bevat inmiddels 13.200 warvejaren.
Door het tellen van biochemische warven in sedimenten waar ook pollenonderzoek aan verricht is, heeft men de minimale tijdsduur van verschillende interglacialen vastgesteld. Ook de tijdsduur van de pollenzones binnen dergelijke interglacialen kon daarmee worden achterhaald. Voorbeelden zijn Marks Tey, daterend uit het Holsteinien, Münster-Breloh, eveneens Holsteinien en Bispingen met een Eemienouderdom.

## Warven in Nederland
In Nederland zijn warven vooral bekend van de smeltwaterafzettingen uit het Elsterien en het Saalien. Doordat deze afzettingen in Nederland nergens dagzomen, zijn zij alleen waargenomen in grondmonsters uit gestoken boringen. Voorbeelden zijn de warven in de potklei van Elsterien-ouderdom in een boring bij Tzum en de laatglaciale afzettingen uit het Saalien direct onder het GSSP van het Eemien in boring 'Amsterdam Terminal'. Aan warven in deze laatste boring was het met behulp van zuurstofisotopenonderzoek mogelijk om het temperatuursverloop van de koude periode direct voorafgaand aan het Eemien te reconstrueren.